# M/S Flora
M/S Flora är en tidigare svensk ångslup, som byggdes 1897 på Kristinehamns Mekaniska Verkstad åt Smedsuddens Ångbåtsaktiebolag för trafik i Stockholms innerstad fram till första världskriget. Hon köptes därefter av Stockholms Ångslups AB och var i trafik i Stockholm fram till andra världskriget. Efter 1945 sattes hon i trafik i Stockholms mellanskärgård, ofta med Stavsnäs som utgångspunkt. Hon går idag i chartertrafik.
Hon k-märktes 2013.